# إليان بيكس نينيناهازوي
إليان بيكس نينيناهازوي هي مغنية وموسيقية بوروندية، وهي معروفة أيضًا بتعزيز الوعي بشأن الإيدز (فيروس نقص المناعة البشرية) في كل من بوروندي، وفي هولندا حيث تعيش الآن.

## المهنة

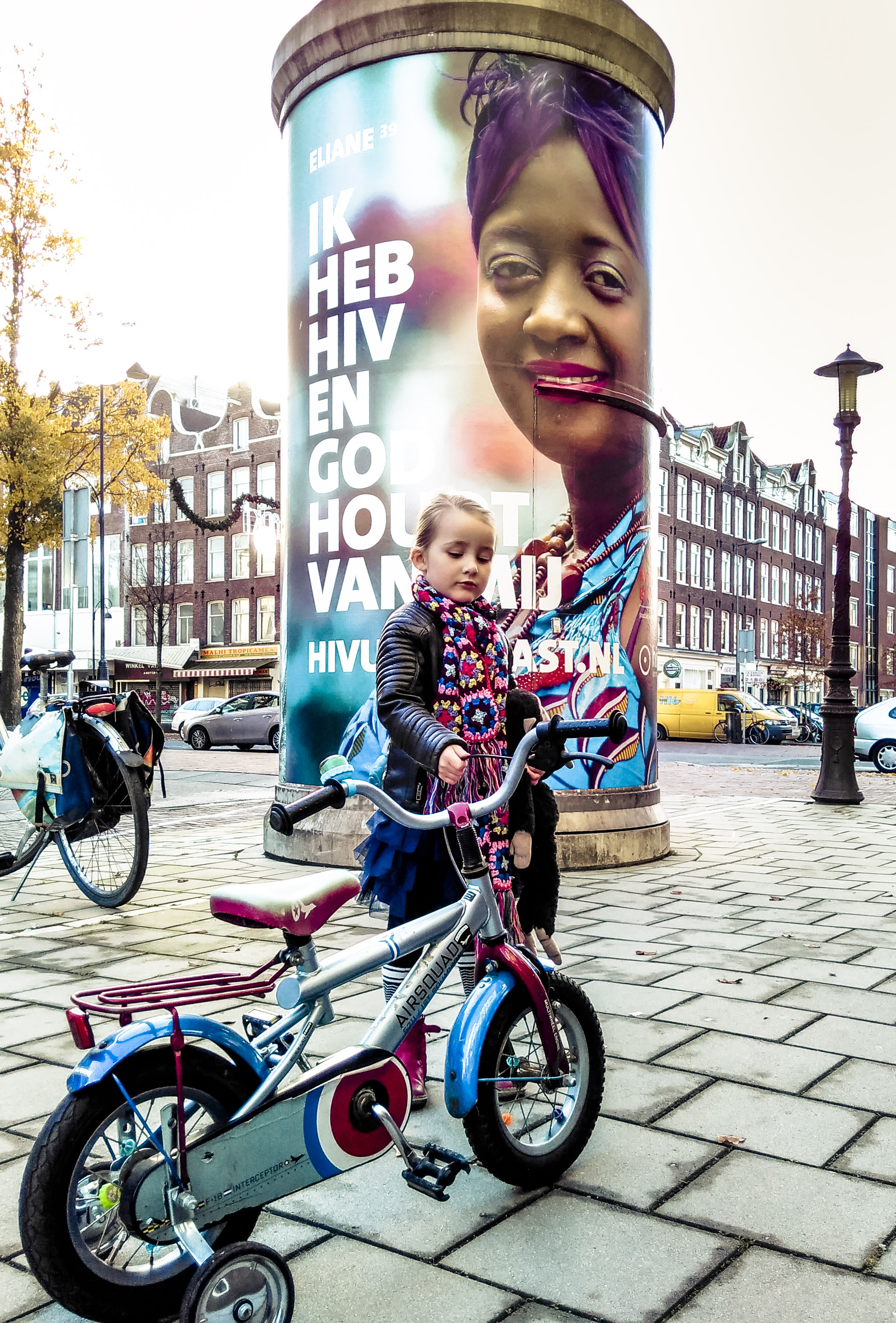
ملصق بمناسبة اليوم العالمي للإيدز 2016.

وُلدت إليان بيكس نينيناهازوي وترعرع في موريرا، كومونة جيانغا، بوروندي.  وقد نشأت أثناء القتال بين قبائل الهوتو والتوتسي، مما أدى إلى وفاة أختها أثناء الولادة لأنها لم تتمكن من نقلها إلى المستشفى. تم تشخيصها بالسكري من النوع الأول، وعانت من فرط سكر الدم. تمكنت نينيناهازوي من السيطرة على مستويات السكر في الدم من خلال الفحوصات الدورية. سقطت حاملاً، وتركها صديقها، لكنها قررت الاحتفاظ بالطفل.
بعد أربعة أشهر من الولادة، قابلت الهولندي مايكل بيكس، وانتقل معه إلى أنغولا لعمله. حضرت المستشفى هناك لمرض السكري لها أثناء الفحص الروتيني، تم تشخيصها بفيروس نقص المناعة البشرية.   بعد تجربة سيئة في هذا المستشفى، طلبت العلاج الطبي في جنوب أفريقيا. بسبب الوصمة ضدّ [هيف] في إفريقيا، أخفى الاثنان أدويتها عندما هم سافروا عبر حدود في أنّ قارّة. ثم انتقلوا إلى هولندا، حيث أسّست شركتها إندونونجو، التي سميت على اسم الآلة الموسيقية الوترية المصنوعة من قرن البقرة التي تلعبها.هذه هي ندرة الأداة في هولندا، حيث أنها تعيد قطع الغيار والمعدات متى عادت إلى بوروندي.
ومنذ ذلك الحين، أصبحت ناشطة في مجال الإيدز (فيروس نقص المناعة البشرية)، وتُشجع المعرفة بالقضايا المتعلقة بالمرض، وتكافح وصمة العار التي لا تزال سائدة في أفريقيا.  تواصل نيناهازوي الترويج علنًا للإيدز ، مع كونها واحدة من حوالي مائتي شخص يشجعون اليوم العالمي للإيدز في عام 2015 على الموقع الرسمي.  كجزء من الاحتفالات في العام التالي، غنت في حدث في هولندا لتعزيز الوعي بالإيدز والاحتفاء بعمل الدراما الهولندية No Socks No Shoes.  أيضا في عام 2016، تم تسميتها الفائزة بجائزة الفائزين بجائزة صوت الانجازات، التي فازت بجائزة جائزة الإلهام الأفريقية.

## الحياة الشخصية
إليان بيكس نينيناهازوي متزوجة ولديها أطفال، وتعيش الآن في امرسفورت، هولندا. 